# Kult religijny

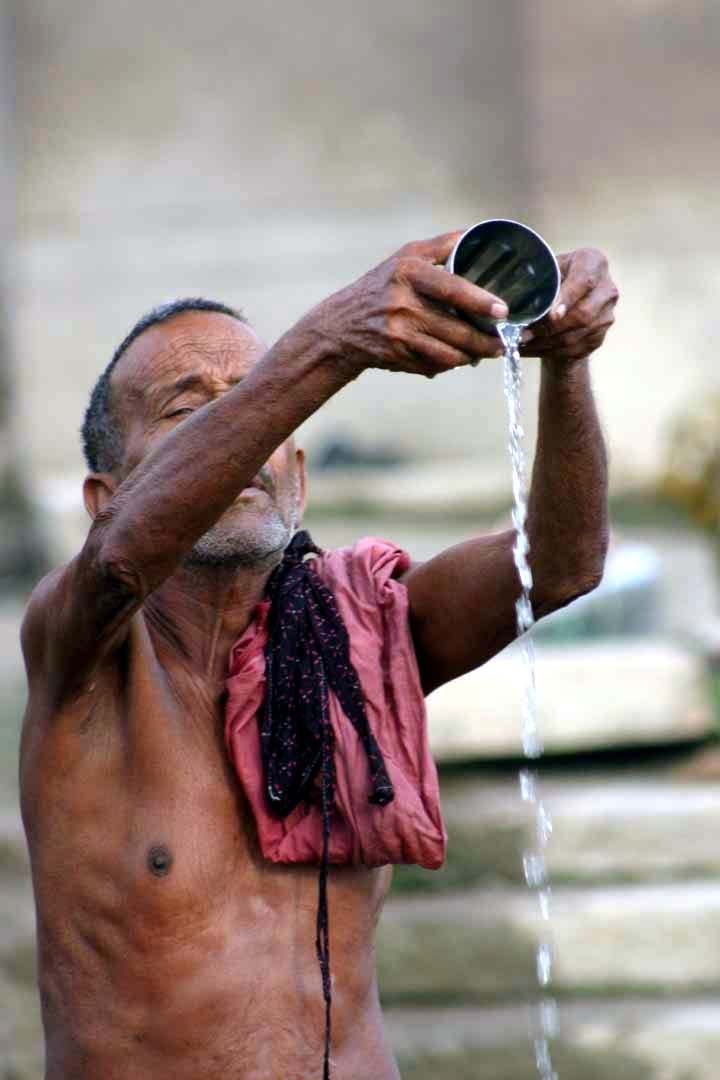
Kult świętej rzeki Ganges – hinduista podczas modlitwy w rzece

Kult religijny – integralny składnik religii, który w szerokim tego pojęcia znaczeniu oznacza czynności, dokonywane z pobudek religijnych, zaś w wąskim znaczeniu oznacza ustalone rytuały, odprawiane ku czci wobec sacrum.

## Struktura kultu
Kult religijny jest praktycznym przejawem religii, obejmującym określony zakres czynności, które mają okazać cześć sacrum. Z punktu widzenia psychologii i socjologii kult jest sposobem na wyrażanie przez wyznawców swojej wiary i doznań religijnych. Z kultem religijnym wiążą się następujące czynniki: miejsce i czas, przedmioty kultu, kod symboliczny, przy którego pomocy wyznawca komunikuje się z sacrum, treść i sens, związane z danym systemem wierzeń. Celem kultu religijnego jest doświadczenie porozumienia z sacrum poprzez szereg czynności, jak określenie adresata kultu, uczczenie, przebłaganie, dziękczynienie, zjednoczenie i uzyskanie od niego części mocy.
W społeczeństwie kult religijny, który określa normy zachowania, wprowadza porządek w życie wyznawców, pełni funkcje integrujące, kształcące, wychowawcze, emocjonalne, ekspresywne, estetyczne i afirmacyjne.

## Ewolucja kultu
Pierwszym i najprostszym etapem kultu był ryt indywidualny, których łączenie doprowadziło do powstania obrzędu – schematycznych czynności, dokonywanych przez określone jednostki (szamana, czarownika bądź kapłana). Ewoluując dalej, obrzęd rozwinął się w system nakazów kulturowych – tabu – złamanie których powodowało reakcję społeczności danej kultury, a następnie w rytuał – sformalizowany zespół czynności. Ostatnie stadium związane było z wykształceniem się stanu kapłańskiego.
Najstarszą odmianą kultu religijnego był kult w rodzinie. Przejawiał się w kulturach, które wyznawały kult przodków, a swoje wpływy rozciągnął na czynności codzienne, jak jedzenie czy praca. Jego oddziaływanie widoczne było najbardziej podczas przełomowych w życiu rodziny wydarzeń, np. narodziny dziecka. Kult w rodzinie obejmował swoimi wpływami nie tylko daną rodzinę, ale i jej najbliższe otoczenie. Obowiązki opiekuna kultu sprawował w zależności od obyczajów ojciec lub matka. W miarę rozwoju społeczności kult rodzinny przekształcił się w kult klanowy. W bardziej skomplikowanym ustroju społecznym, gdzie idea narodowa współistniała z ideą religijną, kult szczepowy przybierał cechy kultu narodowego. W przypadku religii światowych kult odpowiednio nie był zamknięty w granicach jednego państwa, tylko wykraczał poza nie.

## Przewodnicy kultu
W kulcie rodzinnym na straży poprawności sprawowania powinności kultowych stała głowa rodziny, odpowiednio w kulcie plemiennym – wódz, władca i król. Z czasem ich miejsce zajęli kapłani, sprawujący obrzędy religijne. Władcy w dalszym ciągu przewodzili kultowi, czego przejawem było np. tytułowanie króla najwyższym kapłanem, czy w średniowieczu (szczególnie) uważanie panującej osoby za pomazańca, obdarzonego charyzmatem.

## Czynności kultowe
Do charakterystycznych dla kultu religijnego czynności należą ofiara, modlitwa (wyrażana także poprzez procesje i pielgrzymki) i ablucje.
Jako typowy element kultu religijnego ofiara występuje we wszystkich religiach. Jej celem jest uzyskanie przychylności bóstwa poprzez oddanie mu najwłaściwszego według odiarodawcy daru. W najdawniejszych czasach najcenniejszym darem była ofiara krwawa, składana z ludzi bądź zwierząt, zastąpiona z czasem symbolami (np. kukłami). Do rodzajów ofiary zalicza się także okadzanie miejsc świętych. Czas, miejsce i sposób składania ofiary wraz z ewolucją kultu zostały uzależnione od pór roku i miejsc, w których zaczęto wznosić świątynie, gdzie służyli przedstawiciele danego kultu. Ofiary dokonują wyspecjalizowane w tych czynnościach osoby, odpowiedzialne za przestrzeganie przypisów ceremonii ofiarnej.
Modlitwa – wezwanie do bóstwa – jako czynność kultowa występuje w większości religii. Wywodzi się z zaklęć, charakterystycznych dla praktyk magicznych. Ewoluując, modlitwa-zaklęcie wzbogacała się o treści dziękczynne, wielbiące itd. Podczas modlitwy często wykonywane są określone gesty (np. składanie rąk) i wykorzystywane rytualne przedmioty.
Typowe dla kultu religijnego ablucje i oczyszczenia zostały przyjęte ze zwyczajów świeckich. Higiena odgrywała ważną rolę zwłaszcza w krajach o gorącym klimacie. Przed wejściem do pałacu obmywano twarz, ręce i nogi. Gdy praktyki związane z kultem władcy przeniesiono na bóstwo, tj. zaczęto oddawać bogom cześć na wzór królewski, zwyczaj obmywania także rozciągnięto na świątynie. Z czasem brud cielesny zaczął symbolizować brud duchowny i ablucja traktowana była jako oczyszczenie od zła. W krajach o chłodnym klimacie obmycie zastąpiono symbolicznym kropieniem wodą.

## Typy kultów religijnych
Kulty religijne można przyporządkować do motorycznych lub mentalno-werbalnych. Pierwsze pobudzają do działań (np. ofiara) lub zaniechania czynności (np. post), drugie natomiast – w zależności od sposobów wyrażania uczuć religijnych – dzielą się na wewnętrzne (np. medytacja) i zewnętrzne (np. kazanie). Każdy z nich może przybrać formę apotropaiczną, oczyszczającą lub jednoczącą. W zależności od liczby wyznawców kulty religijne mogą być zbiorowe lub indywidualne. Wśród odmian kultu znajdują się: kult przodków (manizm, nekrolatria), kult władców, kult zwierząt, kulty agrarne, kulty astralne, kulty chtoniczne, kulty lunarne, kulty płodności (kulty wegetacji), kulty roślin (fitolatria), kulty solarne, kulty świeckie, kulty telluryczne, kulty uraniczne.